# Witold Dederko

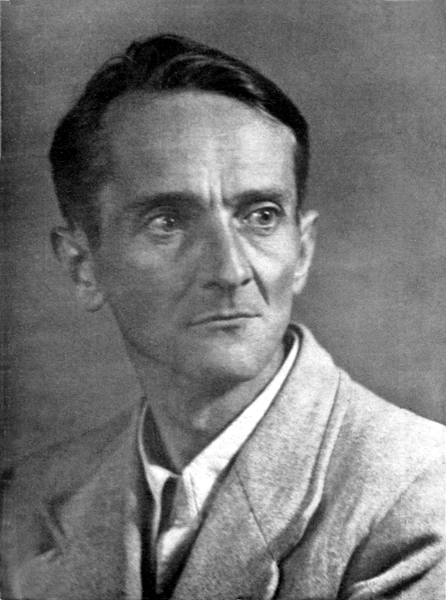
Witold Dederko, ảnh chụp năm 1948

Witold Dederko (sinh ngày 26 tháng 3 năm 1906 tại Siedlce, mất ngày 10 tháng 9 năm 1988 tại Warszawa) là phóng viên-nhiếp ảnh gia, giáo viên và diễn viên điện ảnh người Ba Lan.

## Tiểu sử
Trong những năm 1920, Witold Dederko có mối liên hệ với Hội những người yêu nhiếp ảnh Ba Lan. Từ năm 1929 ông làm việc tại Cơ quan Điện tín Ba Lan, từ năm 1931 ông là thành viên của Câu lạc bộ ảnh Ba Lan , từ năm 1935 ông là khoa trưởng phòng thí nghiệm Kodak ở Warszawa. Trong những năm 1938–1939, ông là thành viên của Câu lạc bộ Ảnh Warsaw . Từ năm 1956, ông là thành viên của Hội đồng Nhiếp ảnh Ba Lan.
Witold Dederko là tác giả của 12 cuốn sách về lĩnh vực nhiếp ảnh. Ông là giảng viên tại Trường Điện ảnh Quốc gia và Trường Đại học Sân khấu Điện ảnh Bang Leon Schiller tại Łódź. Khi qua đời, thi hài được chôn cất tại Nghĩa trang Quân đội Powązki tại Warsaw (khu 17A-7-7) .

### Đời tư
Ông là con trai của nghệ sĩ nhiếp ảnh gia Marian Dederka.

## Các tác phẩm
Witold Dederko là tác giả của cuốn sách Phong cách chụp ảnh Druhem: hướng dẫn dành cho các nhiếp ảnh gia nghiệp dư trẻ tuổi nhất (Jak fotografować Druhem: poradnik dla najmłodszych fotoamatorów). Cuốn sách hướng dẫn về cách sử dụng máy ảnh này và cung cấp kiến thức chung nhất về nhiếp ảnh.
Năm 2006, Polskie Wydawnictwo Fotograficzne đã xuất bản Chiếu sáng trong nhiếp ảnh (Oświetlenia w fotografii), có tựa đề Sáng và bóng trong nhiếp ảnh (Światło i cień w fotografii). Năm 2007 xuất bản Vật thể thực và Hình ảnh của nó. Năm 2009, nhà xuất bản cho ra quyển sách Nghệ thuật Nhiếp ảnh </ref name="kbn"> bổ sung các bức ảnh của Witold Dederka. Năm 2017 nhà xuất bản ra mắt sách tựa đề Những yếu tố... Sáng tác trong nhiếp ảnh (ISBN 978-83-924694-6-9) và ấn bản tiếp theo của sách Sáng và bóng trong nhiếp ảnh (ISBN 978-83-924694-6-9).
Ông đóng nhiều tập phim và tham gia vai phụ với tư cách là diễn viên không chuyên.

## Phim ảnh
Nguồn: